# Franktown (Virginie)
Franktown est une census-designated place située dans le comté de Northampton, dans l’État de Virginie, aux États-Unis. Lors du recensement de 2020, elle comptait 61 habitants.